# Adelobotrys
Adelobotrys es un género con 34 especies de plantas con flores pertenecientes a la familia Melastomataceae. Es originario de Centroamérica.Comprende 35 especies descritas y de estas, solo 26 aceptadas.

## Descripción
Son arbustos, árboles pequeños, bejucos leñosos trepadores, o hemiepífitas adheridas a los troncos de los árboles por medio de raíces adventicias. Entrenudos glabros a variadamente pelosos, teretes o comprimidos y con 2 bordes. Flores 5-meras, en panículas multifloras terminales o axilares, o contraídas y umbeliformes. Hipanto maduro terete y liso o acostillado en el fruto, cilíndrico a campanulado o urceolado; tubo del cáliz generalmente bien desarrollado y rebordeado, los lobos anchamente ovados a hemisféricos o a ondulaciones deprimido truncadas; dientes del cáliz conspicuos y excediendo los lobos del cáliz u obsoletos. Pétalos obovados, enteros y algunas veces oblicuamente redondeados apicalmente. Estambres 10, isomorfos a subisomorfos, geniculados; anteras linear-subuladas, típicamente arqueadas, el conectivo no prolongado por debajo de las tecas de las anteras sino variadamente modificado dorsalmente en espolones y apéndices simples y/o 2-fidos. Fruto en cápsula loculicida superior, 5-loculado, envuelto por el hipanto; semillas angostamente linear-cuneadas y aladas a caudadas en ambos extremos o cortamente cuneadas y marcadamente anguladas.

## Distribución
Se encuentran en México y Jamaica a Perú y Bolivia con un centro de diversidad en la cuenca del Amazonas.

## Taxonomía
El género fue descrito por Augustin Pyrame de Candolle y publicado en Prodromus Systematis Naturalis Regni Vegetabilis 3: 127. 1828. Su especie tipo es Adelobotrys scandens (Aubl.) DC..

## Especies aceptadas
A continuación se brinda un listado de las especies del género Adelobotrys aceptadas hasta febrero de 2013, ordenadas alfabéticamente. Para cada una se indica el nombre binomial seguido del autor, abreviado según las convenciones y usos:
| - Adelobotrys acreana Wurdack - Adelobotrys adscendens (Sw.) Triana - Adelobotrys barbata Triana - Adelobotrys boissieriana Cogn. - Adelobotrys ciliata (Naudin) Triana - Adelobotrys duidae (Gleason) Wurdack - Adelobotrys fruticosa Wurdack - Adelobotrys fuscescens Triana - Adelobotrys intonsa (Gleason) Wurdack - Adelobotrys jefensis Almeda - Adelobotrys klugii Wurdack - Adelobotrys linearifolia Uribe - Adelobotrys macrantha Gleason | - Adelobotrys macrophylla Pilg. - Adelobotrys marginata Brade - Adelobotrys monticola Gleason - Adelobotrys panamensis Almeda - Adelobotrys permixta Wurdack - Adelobotrys praetexta Pilg. - Adelobotrys rotundifolia Triana - Adelobotrys saxosa Wurdack - Adelobotrys scandens (Aubl.) DC. - Adelobotrys spruceana Cogn. - Adelobotrys stenophylla Wurdack - Adelobotrys subsessilis Gleason - Adelobotrys tessmannii Markgr. |